# Île Xiushan
L'île Xiushan est une des îles principales de l'archipel de Zhoushan, dans le district de Dinghai en Chine. L'île Xiushan a une superficie de 26,33 km² pour une population de 10 106 habitants. 